# Gaius Galerius

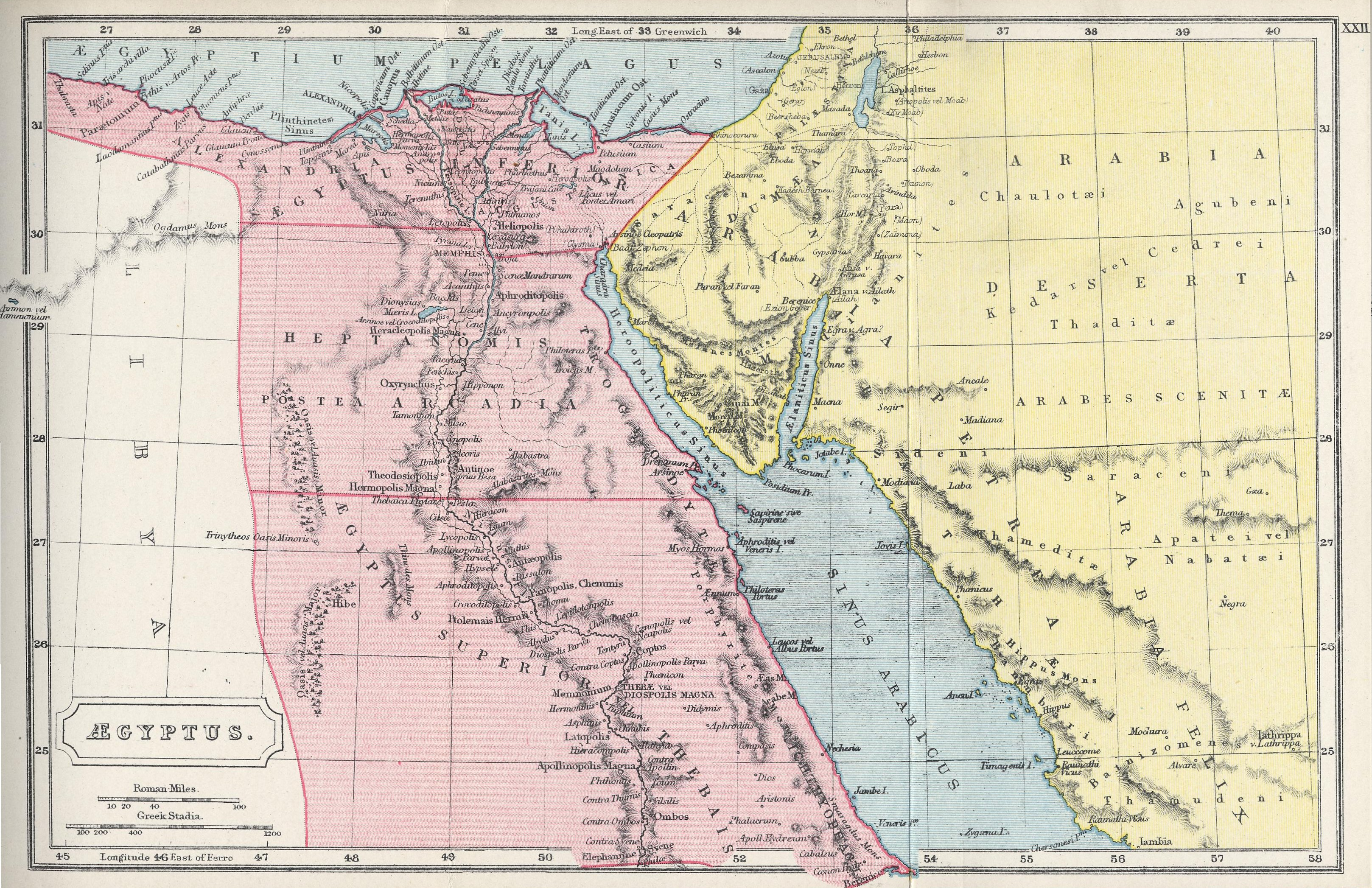
Die kaiserliche Provinz Ägypten

Gaius Galerius (* im 1. Jahrhundert v. Chr.; † im 1. Jahrhundert) war ein römischer Ritter. Er amtierte unter Kaiser Tiberius als Praefectus Aegypti, also als Statthalter der Provinz Aegyptus, und starb auf der Heimreise von dort zurück nach Rom.
Seneca gibt an, dass er 16 Jahre lang Ägypten verwaltet habe. Davon ausgehend wurde seine Statthalterschaft auf Basis verschiedener Indizien und anderer bekannter Amtsträger in Ägypten auf etwa 16 bis 31 n. Chr. datiert, was eine ungewöhnlich lange Zeitspanne für ein solches Amt wäre. Da mittlerweile aber andere Präfekten von Ägypten bekannt sind, die sicher in die 20er Jahre zu datieren sind, muss bei Senecas Angabe ein Fehler vorliegen. Die neuere Forschung geht daher von einer kürzeren Amtszeit aus, die am ehesten in die Jahre 21–27 zu datieren ist.
Er war mit Helvia, einer Schwester der gleichnamigen Mutter des Seneca, verheiratet und durch die Schwägerschaft ein Oheim des berühmten Philosophen.